# Dorpskerk (Opheusden)
De dorpskerk van Opheusden is de oudste kerk van het Betuwse dorp Opheusden. Het gebouw is een laatgotische dorpskerk met een driebeukig, pseudo-basilicaal schip en dwarspand, welke gedateerd is op het jaar 1524. Het koor dateert uit de 15de eeuw. Er is een sacristie in de hoek tussen het koor en de zuiderdwarsarm. In 1940 werd het gebouw verwoest door oorlogshandelingen. Hierbij gingen de toren en het westelijk deel van het schip verloren. Tijdens een grootschalige restauratie van 1949 tot 1950 is het schip naar het westen verlengd. De kerk bezit nog vier zerken uit de 17de en 18de eeuw. 
De kerk wordt gebruikt door de plaatselijke Hersteld Hervormde Gemeente. Bekende voorgangers van de gemeente waren Wim van Vlastuin, Pieter de Vries en  Dirk Heemskerk. 

## Kerkgeschiedenis van Opheusden
Opheusden kent drie grote reformatorische kerken, een Hersteld Hervormde gemeente, een Gereformeerde Gemeente en een Gereformeerde Gemeente in Nederland. De eerste scheuring vond plaats in 1873, toen een grote groep lidmaten met de kerkvoogden buiten de Nederlandse Hervormde Kerk geraakt. Deze kerkvoogden hadden in de zomer van 1871 de landbouwer-oefenaar Elias Fransen uit Twello enkele malen in de kerk laten voorgaan. Een klacht naar aanleiding daarvan bij het classicaal bestuur van Tiel resulteerde in de ontzetting van de kerkvoogden en notabelen uit het lidmaatschap van de Nederlandse Hervormde Kerk. Gedurende het conflict rond het beheer van de kerkelijke goederen was de hervormde gemeente van Opheusden vacant gebleven. Na dertien jaar werd in het voorjaar van 1887 de vacature vervuld door de overkomst van ds. E.J. Homoet uit Oldeboorn in Friesland. Het gelukte deze predikant echter niet de verdeelde gemeente weer bijeen te krijgen.
Het kerkgebouw van de hervormde gemeente van Opheusden kon na de Tweede Wereldoorlog vanwege oorlogsschade niet gebruikt worden. Na de weken van gezamenlijke kerkgang in het veilinggebouw te Kesteren kerkten de hervormde Opheusdenaars aanvankelijk in zaal De Zwaan en later in houten units uit Zweden, die op de plaats van het huidige gebouw Eltheto aan de Ooievaarstraat waren neergezet. De restauratie van het kerkgebouw verliep in fasen. De laatste fase vond plaats in de zomer van 1960. Toen moest al het pleisterwerk vernieuwd worden. De hervormde gemeente maakte in die zomer enkele maanden gebruik van het kerkgebouw van de Gereformeerde Gemeente in Nederland onder voorwaarde dat er geen ringdominees mochten voorgaan.
In 1956 scheurde de Gereformeerde Gemeente, nadat de kerkenraad en het grootste deel van de gemeente zich aansloten bij de Gereformeerde Gemeenten in Nederland. Een kleine groep scheidde zich af en sloot zich aan bij de Gereformeerde Gemeenten. In 2004 besloten gemeente en kerkenraad niet mee te gaan in de nieuw gevormde Protestante Kerk in Nederland en sloot men zich aan bij de Hersteld Hervormde Kerk.

## Trivia
Op 29 juli 1855 wordt de kerk tijdens een kerkdienst getroffen door de bliksem. De toenmalige predikant van de gemeente komt hierbij om het leven. In de kerk is een gedenksteen aanbracht met de volgende tekst: Aan de nagedachtenis van ds. Adrianus van Herwaarden. Door zijne gemeente te Opheusden. 29 july 1855 werd hij op dën predikstoel plotselings doodelijk getroffen door het vuur des hemels. Zalig die dienstknecht, welken Zijn Heer, als Hij komt, zal vinden doende wat hem bevolen was.

## Afbeeldingen

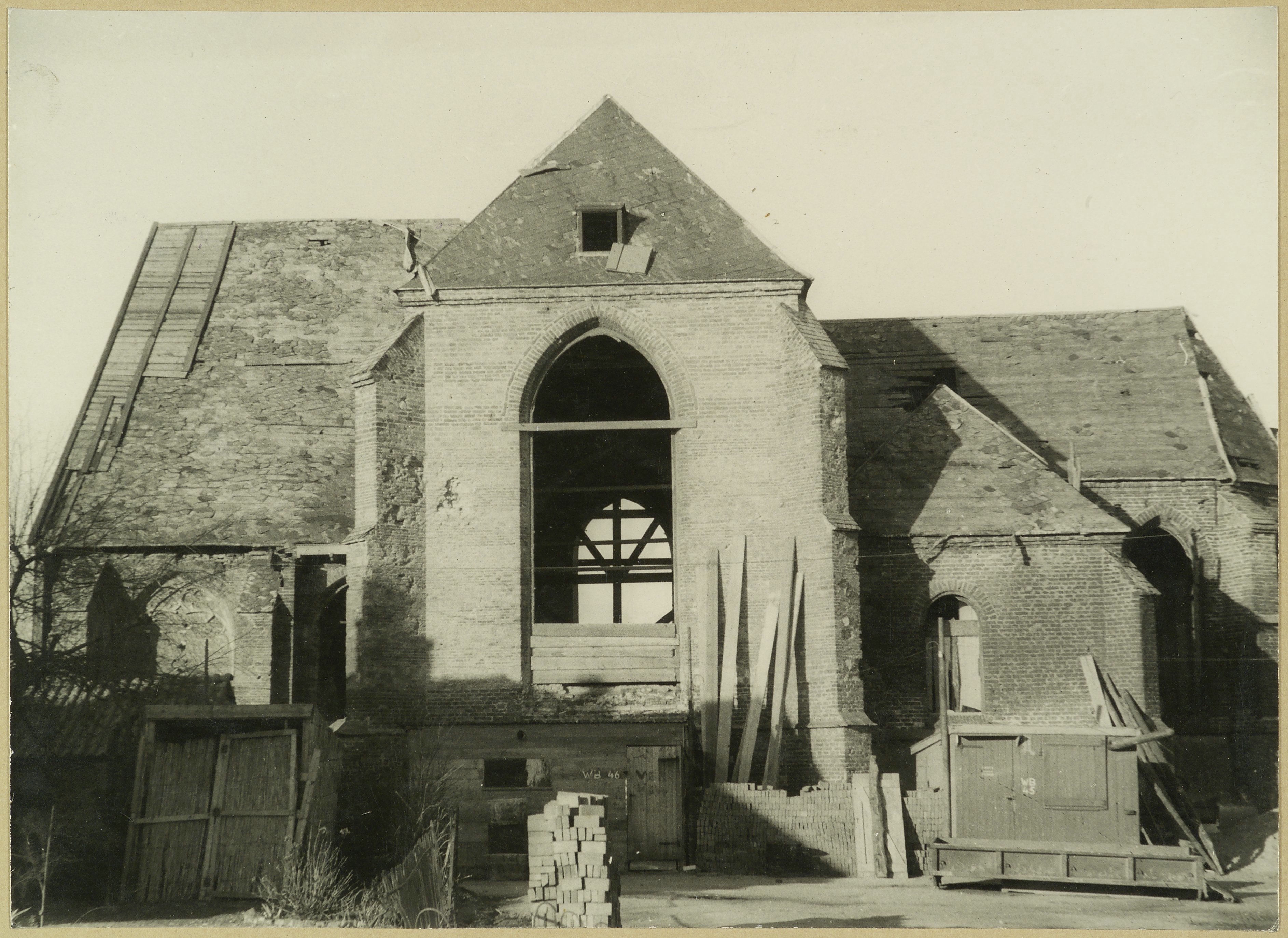
Zuidzijde met schade na oorlogshandelingen.
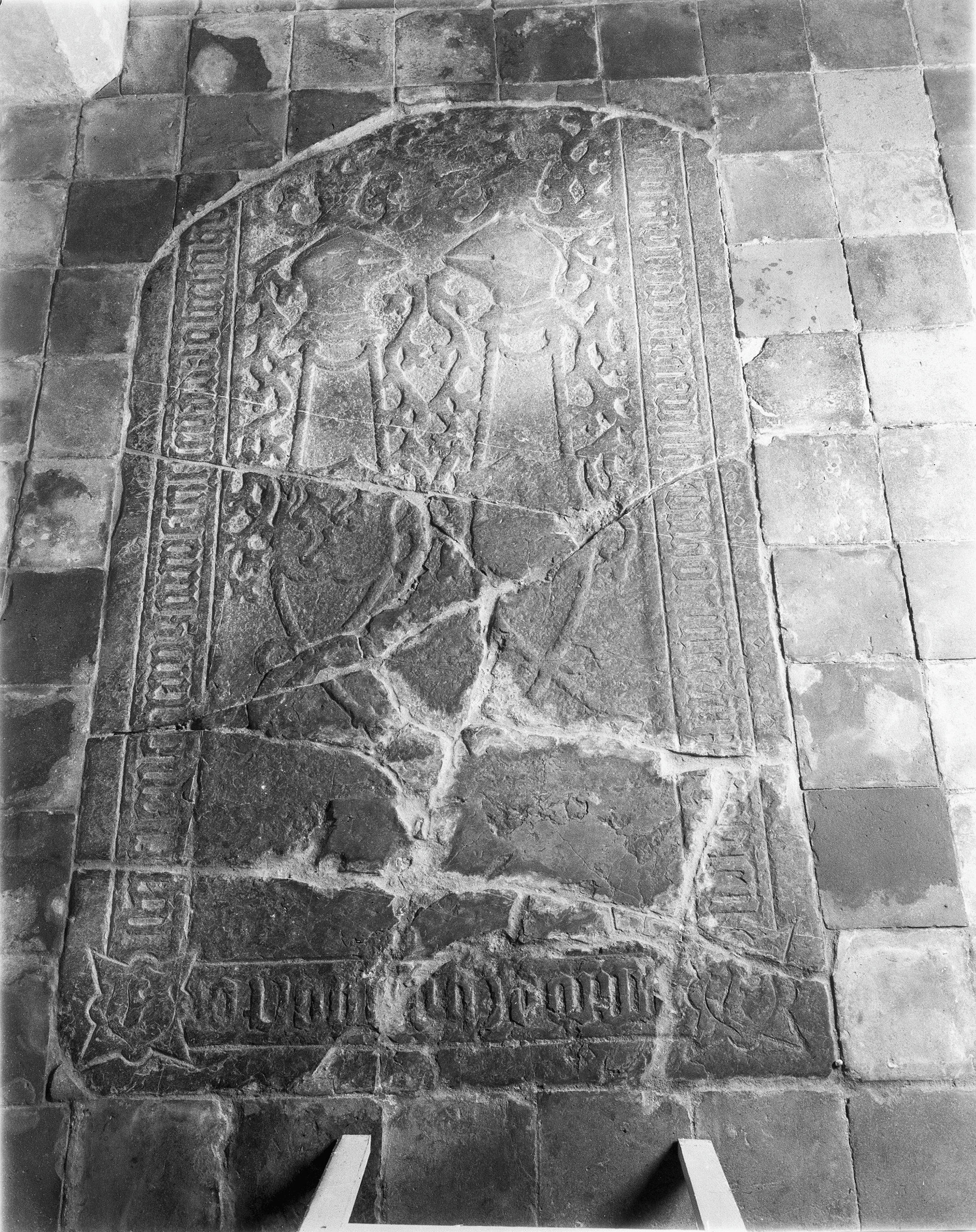
Grafsteen